# Шпигат

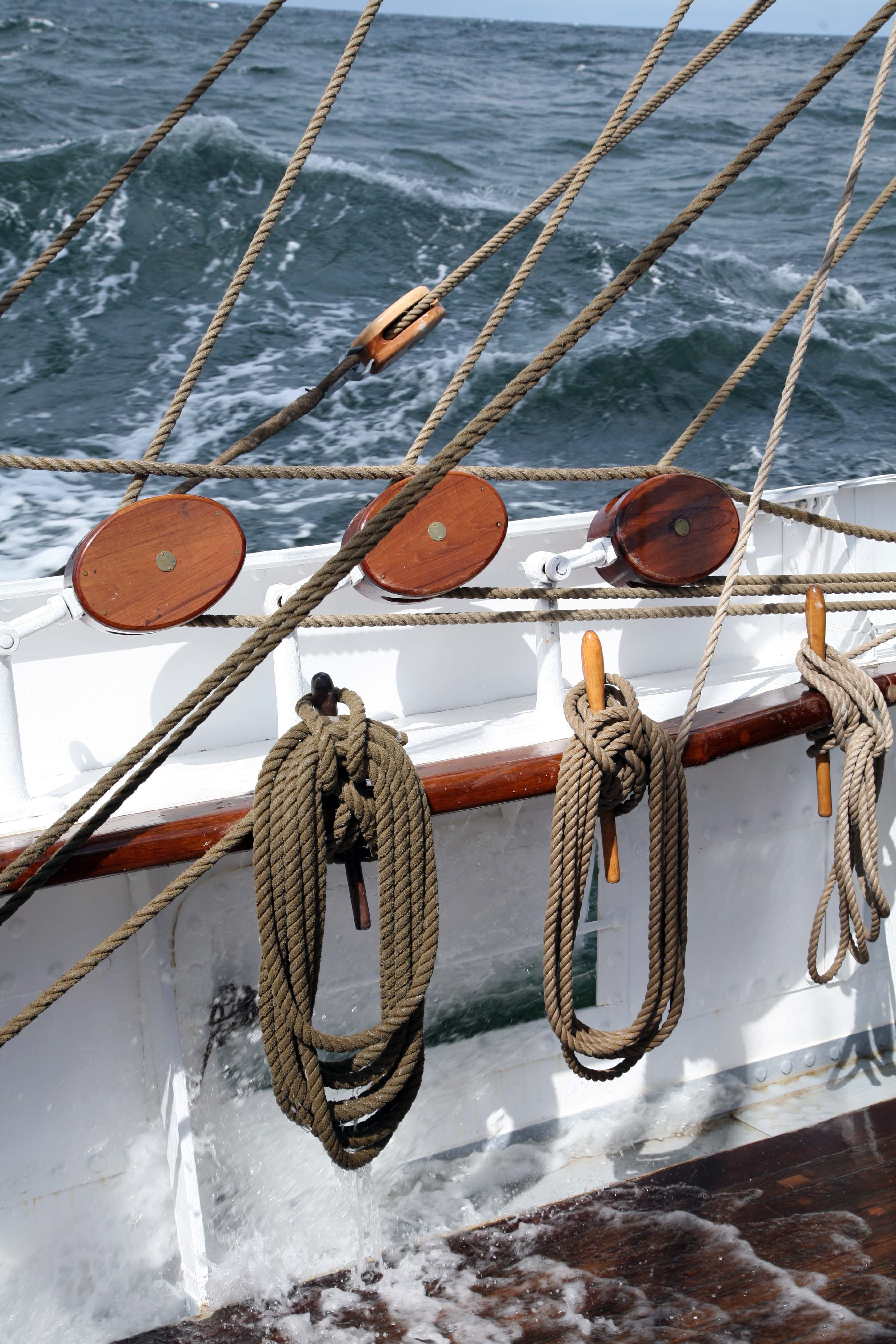
Шпигат

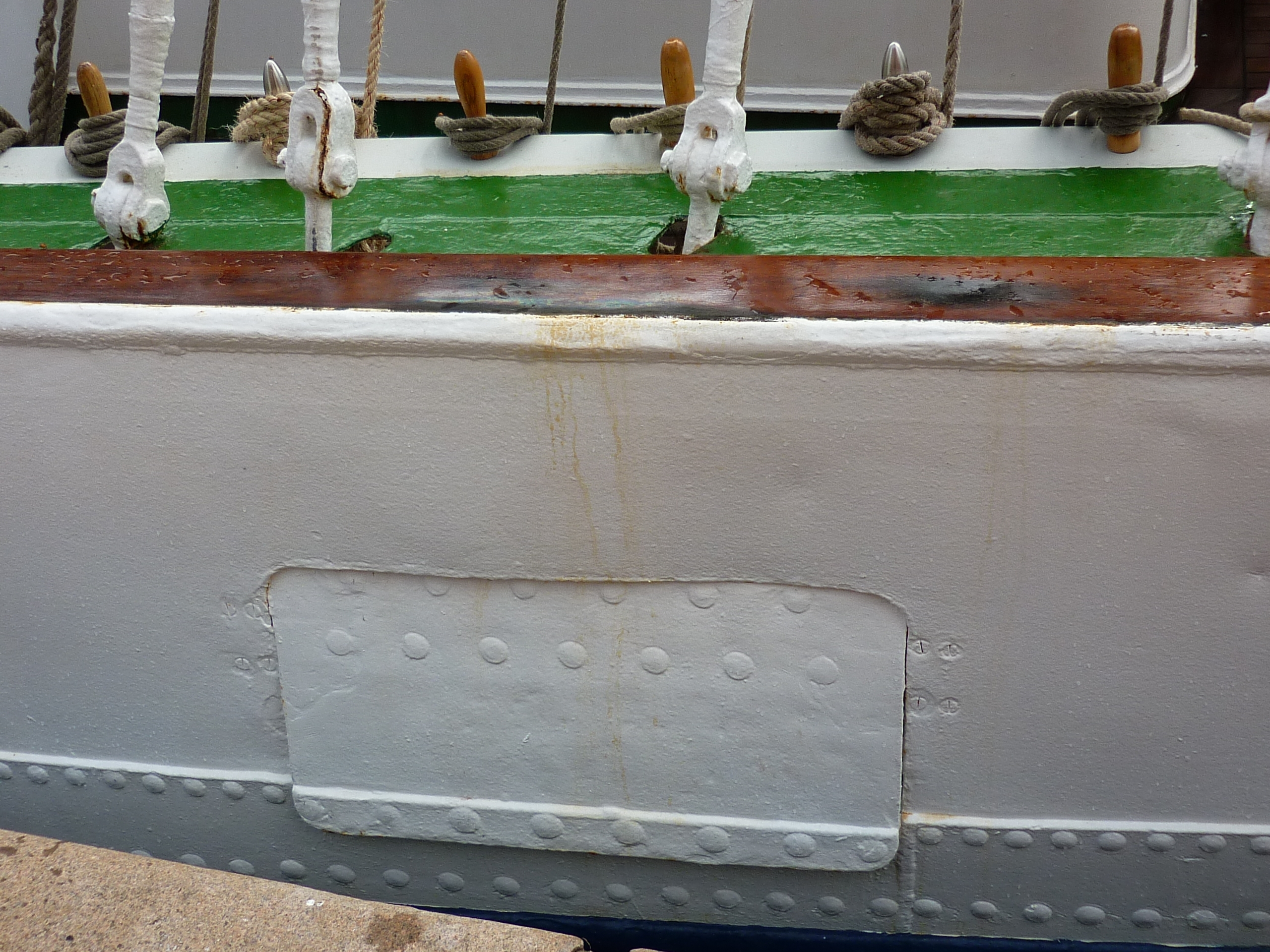
Шпигат снаружи

Шпига́т (нидерл. spuigat от spuien — «сливать; сбрасывать» и gat — «отверстие») — отверстие в палубе или фальшборте судна для удаления за борт воды, которую судно приняло при заливании волнами, атмосферных осадках, тушении пожаров, уборке палубы.
При проектировании и строительстве судна шпигаты располагают в местах возможного скопления воды, например, в низших точках палубы. Шпигаты, расположенные в палубе, обычно снабжают трубой, через которую вода отводится самотёком непосредственно за борт или на соответствующие низлежащие открытые палубы. Для предотвращения обратного потока воды при ударе волны отводную трубу у борта часто закрывают невозвратным клапаном.
Также, «шпигатом» называют отверстия в днищевых продольных балках судна, служащих для стекания остатков жидкого балласта или жидкого груза к приёмным патрубкам осушительной или зачистной системы.
На парусных судах шпигаты, расположенные в фальшбортах, часто применяются для проводки снастей бегучего такелажа.